# Поездка отца
«Поездка отца» (фр. Le Voyage du père) — художественный фильм совместного производства Франции и Италии, снятый в 1966 году режиссёром Дени де Ла Пательером по одноимённому роману французского писателя Бернара Клавеля. Помимо данного названия, под которым фильм демонстрировался в прокате СССР, он также известен под названием «Путешествие отца».

## Сюжет
Через два дня — день рождения младшей дочери Дениз, и вся семья Кантена, живущая в горах Юра на удалённой ферме, ждёт приезда на домашний праздник старшей дочери, Мари-Луиз. Два года назад их мать, Изабелла, мечтающая о комфортной жизни для своих дочерей, известной ей самой только из женских журналов, таких как Elle, послала её в Лион учиться на парикмахера. Но утром почтальон приносит короткую телеграмму: у Мари-Луиз много работы, поэтому приехать она не может. Под давлением жены фермер преодолевает свое нежелание ехать в город, где он не был 20 лет, чтобы убедить этих работодателей дать их дочери небольшой отдых. Вместе с деревенским учителем Фредериком, которого Кантен надеется получить в зятья, они добираются до станции Жекс, а там садятся на поезд до Лиона. По приезде в город они отправляются в парикмахерскую, где должна работать Мари-Луиз, но обнаруживают, что девушка ушла оттуда уже два года назад. Теперь она заботится о клиентах какого-то «Трианона»: салона красоты для мужчин, на деле оказавшимся не чем иным, как борделем. Но и там они не застают Мари-Луиз. По недоразумению проведя ночь в полицейском участке, они наутро снова отправляются на поиски девушки, но всякий раз, когда они ожидают встретиться с ней, им говорят, что её уже нет. Каждый из встреченных ими персонажей, которые знали или знают Мари-Луиз, даёт её новый образ, странный, сильно отличный от того, что ценит отец, и постепенно он понимает, чем его дочь зарабатывает на жизнь.
Они так и не находят Мари-Луиз, уехавшую, как выясняется, содержанкой в Париж.
Они возвратятся вдвоём в деревню, сохраняя в тайне горькую правду. Кантен обрадует младшую дочь подарком, переданным ей, якобы, от старшей сестры, а жену поразит рассказом о чудесной жизни, какую ведёт теперь Мари-Луиз, поспешив уйти в свой сад, чтобы не заметили его слёз.

## Комментарий к фильму
Как рассказал в интервью в 2012 году Дени де Ла Пательер, у него всегда были отличные отношения со звёздами, потому что он любил актёров. Фернандель оказался единственным, с кем у него на первых порах возникли некоторые проблемы. Ла Пательер впервые встретился с Фернанделем в 1949 году как ассистент режиссёра Мориса Лабро (фр. Maurice Labro) на съёмках комедии «L’Héroïque Monsieur Boniface» (Героический господин Бонифаций) и тогда составил о нём впечатление как о «зануде» («emmerdeur»), который на съёмочной площадке всех строил. Позже Фернандель дал согласие продюсеру Роже Рибадо-Дюма (фр. Roger Ribadeau-Dumas) на съёмки только при условии, что Ла Пательер не будет на той картине ассистентом режиссёра. Но с годами их чувства эволюционировали, и Фернандель попросил Ла Пательера стать режиссёром этой экранизации, где актёр, известный прежде всего как комик, сыграл одну из своих самых драматических ролей.
Фильм был создан по одноимённому роману писателя Бернара Клавеля, но сценарий, написанный Дени де Ла Пательером совместно с писателем и сценаристом Паскалем Жарденом, отличался от книги тем, что в литературном источнике Кантен едет в Лион в поисках дочери один, в то время как в фильме главному герою был предоставлен собеседник, учитель Фредерик. В «Поездке отца» состоялся первый опыт работы Ла Пательера с Паскалем Жарденом, которого предложил режиссёру его верный сотрудник Мишель Одиар, отказавшийся от написания сценария по причине большой занятости. Ла Пательер назвал сотрудничество с Жарденом одним из самых замечательных воспоминаний в его карьере.
«Поездка отца» — один из немногих фильмов, когда на экране в качестве статиста появляется сам режиссёр, как он это делал, когда не имелось под рукой какого-либо актёра.
Ассистентом монтажёра здесь работает будущая супруга режиссёра Флоранс Ренар (фр. Florence Renard).

## Съёмочная группа
- Режиссёр: Дени де Ла Пательер, асс. (фр. Maurice Delbez)
- Сценарий: Дени де Ла Пательер, Паскаль Жарден по роману Бернара Клавеля Le voyage du père (издательство Robert Laffont, 1965 г.)
- Диалоги: Паскаль Жарден
- Продюсер: Морис Жакен (фр. Maurice Jacquin)
- Исполнительный продюсер: Эрик Жежер (фр. Éric Geiger), асс. Луи Манелла (фр. Louis Manella), Marc Goldstaub
- Оператор-постановщик: Жан Турнье (фр. Jean Tournier)
- Композитор: Жорж Гарваренц

## В ролях
- Фернандель: месье Кантен, крестьянин
- Лилли Палмер: Изабель Кантен, жена крестьянина
- Лоран Терзиефф: Фредерик, учитель
- Филипп Нуаре: недовольный путешественник
- Мишель Оклер (фр. Michel Auclair): друг и клиент Мари-Луиз
- Мадлен Робенсон (фр. Madeleine Robinson): владелица салона «Трианон»
- Этьен Бьери (фр. Etienne Bierry): хозяин бистро «La Patrie» (как Etienne Biérry)
- Рози Варт: хозяйка бистро «La Patrie»